# 石板水库 (丰都)
石板水库位于中国重庆市丰都县龙河镇，是以发电、防洪为主，兼有航运等功能的大（二）型水库。